# مناطق آماری صربستان
مناطق آماری صربستان (صربی: статистички региони Србије) توسط قانون توسعهٔ منطقه‌ای و قانون آمار رسمی تنظیم می‌شود. صربستان به پنج منطقهٔ آماری تقسیم شده‌است که عمدتاً برای اهداف آماری مانند داده‌های سرشماری مورد استفاده قرار می‌گیرند. هر یک از این مناطق شامل یک یا چند ناحیه است.

## معرفی
در سال ۲۰۰۹، شورای ملی صربستان قانون توسعهٔ مساوی سرزمینی را تصویب کرد که هفت منطقهٔ آماری را در قلمرو صربستان تشکیل می‌دهد.این قانون در ۷ آوریل ۲۰۱۰ اصلاح شد، به طوری که تعداد مناطق به ۵ منطقه کاهش یافت. منطقهٔ صربستان شرقی که قبلاً تشکیل شده‌بود، با صربستان جنوبی و منطقهٔ شومادیا با صربستان غربی ادغام شد.
پنج منطقهٔ آماری صربستان عبارتند از:
- استان خودمختار وویوودینا
- بلگراد
- شومادئیا و صربستان غربی
- صربستان جنوبی و شرقی
- کوزوو و متوهیا

## دسته‌بندی مناطق آماری
در آئین‌نامه‌ای از سال ۲۰۱۰، دولت صربستان یک نام واحد برای تقسیمات سرزمینی آماری در کشور را مشخص کرد. این اقدام تلاشی برای همگام‌سازی طبقه‌بندی واحدهای سرزمینی برای آمار این کشور با اتحادیهٔ اروپا بود. طبق این قانون، سطح بالاتری از گروه‌بندی معرفی شد که قلمرو صربستان به دو منطقه NUTS 1 تقسیم شده‌است:
- صربستان شمالی، شامل
  - استان خودمختار وویوودینا
  - بلگراد، و
- صربستان جنوبی، شامل
  - شومادئیا و صربستان غربی
  - صربستان جنوبی و شرقی
  - کوزوو و متوهیا

بنابراین پنج منطقهٔ آماری به مناطق سطح ۲ تبدیل شدند، در حالی که ناحیه‌های صربستان با سطح ۳ مطابقت دارد. با این حال، طبقه‌بندی عمدتاً در استفادهٔ داخلی و محدود در صربستان باقی مانده‌است.